# ニセコライナー
ニセコライナーは、北海道旅客鉄道（JR北海道）が蘭越駅・倶知安駅 - 札幌駅間を函館本線を経由して運行する快速列車である。札幌近郊路線図で用いられる記号は■D。
本項では、函館本線小樽経由の優等列車の沿革についても扱うこととし、函館本線を経由して函館駅まで運行する臨時特急「ニセコ」、過去に運行されていた臨時特急「ニセコスキーエクスプレス」、「ヌプリ」「ワッカ」などについても記述する。

## 運行概要

### 運行区間
1日1往復運転され、下り列車は蘭越駅 → 札幌駅間で朝に運転（列車番号は3925D）。上り列車は札幌駅 → 倶知安駅間で夕方に運転される（列車番号は3954D）。

### 停車駅
もともと小樽駅以西が各駅停車、以東は「エアポート」と同一の停車駅であったが、2024年（令和6年）のダイヤ改正時に通過駅は発寒中央駅・発寒駅・稲積公園駅の3駅のみとなった。
蘭越駅 →（下り列車のみ運転、この間各駅に停車）→ 倶知安駅 -（この間各駅に停車）- 手稲駅 - 琴似駅 - 桑園駅 - 札幌駅

### 使用車両
現在は苗穂運転所に所属するキハ201系気動車が使用されている。下り3925Dは3両編成、上り3954Dは小樽駅まで6両編成、小樽駅から先は3両編成で運転される。3954Dは倶知安駅到着後にそのまま夜間滞泊した後、翌早朝に3両が蘭越駅まで回送され、折り返し3925Dとして運転される。
2006年まではキハ150形気動車も使用されていた。

## 臨時列車

### 特急「ニセコスキーエクスプレス」

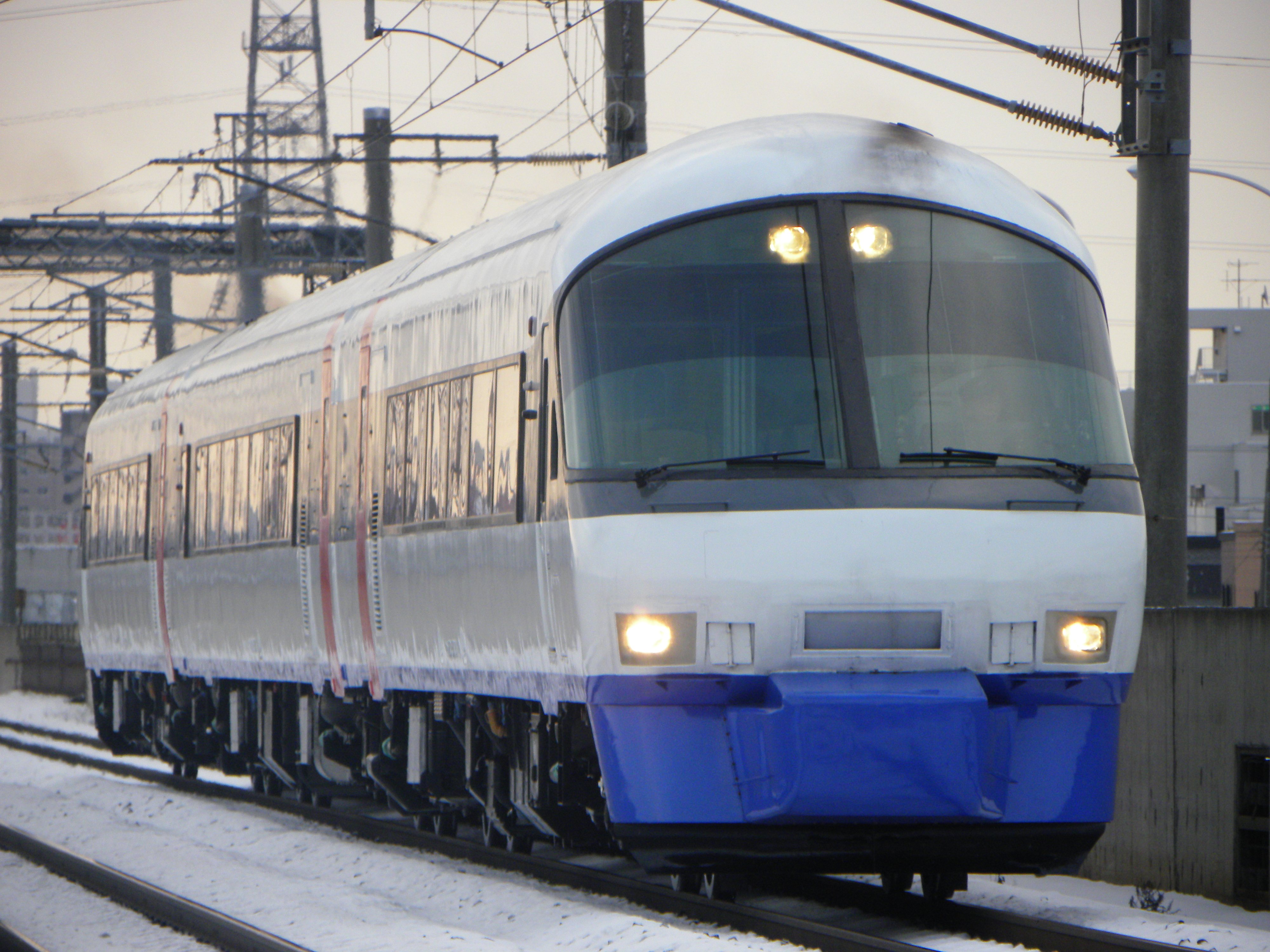
キハ183系5000番台（函館本線稲積公園駅、2010年12月25日）

1988年12月より、ニセコ駅 - 札幌駅間（一部は新千歳空港駅まで運転）に、スキー客向けの臨時特急「ニセコエクスプレス」が設定され、以後毎年冬に運転されていたが、2017年9月に「ニセコエクスプレス」で使用されていたキハ183系5000番台が廃車となったため、事実上の廃止となった。以前は「ニセコスキーエクスプレス」の名称で、ニセコ駅 - 札幌駅間・ニセコ駅 - 小樽駅間の系統が存続していた。
車両は「ニセコエクスプレス」の愛称を持つキハ183系5000番台が使用されていた。2004年 - 2008年まではニセコ駅 - 札幌駅間で2往復設定されており、このうち1往復は余市駅にも停車していた。2009年からは1往復の設定となったものの、2011年の運転では新たにニセコ駅 - 小樽駅間の1往復が追加された。
- 停車駅：ニセコ駅 - 倶知安駅 - 小樽駅 - 小樽築港駅 - 手稲駅 - 札幌駅

### 特急「ヌプリ」「ワッカ」
2012年から2015年まで設定された。

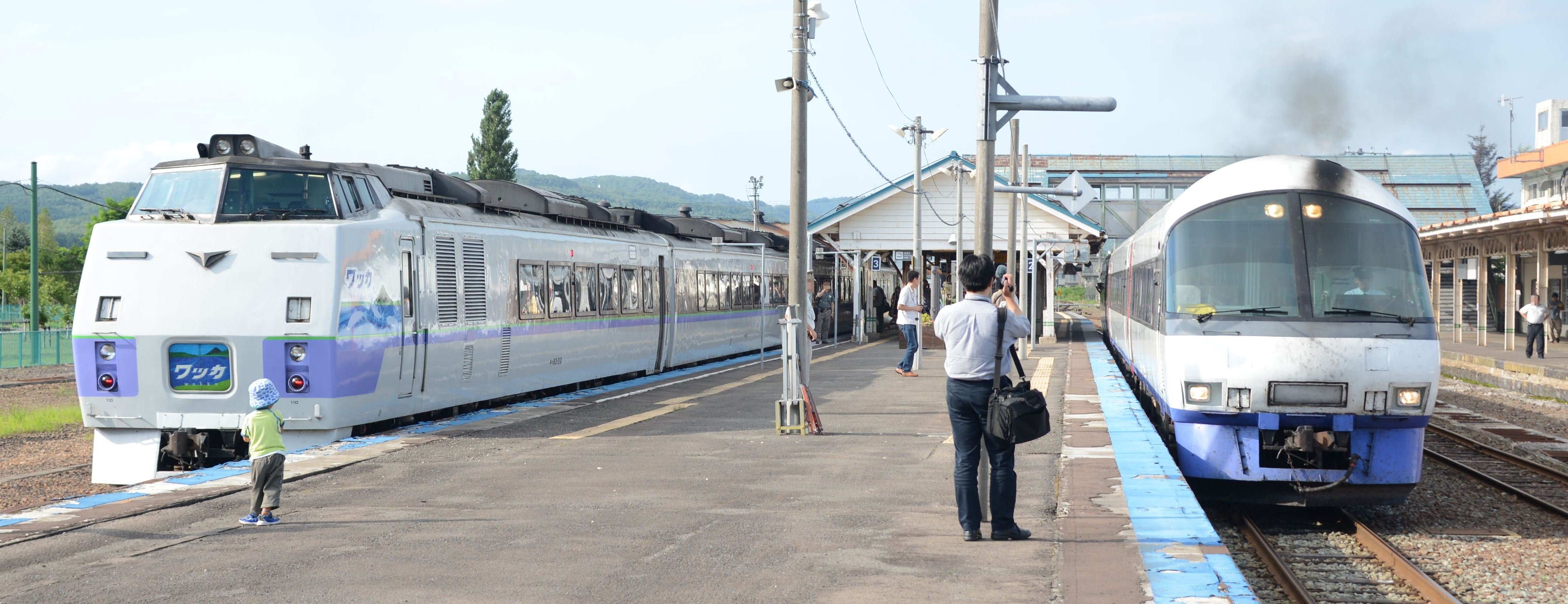
「ワッカ」と「ヌプリ」（函館本線倶知安駅、2013年8月13日）

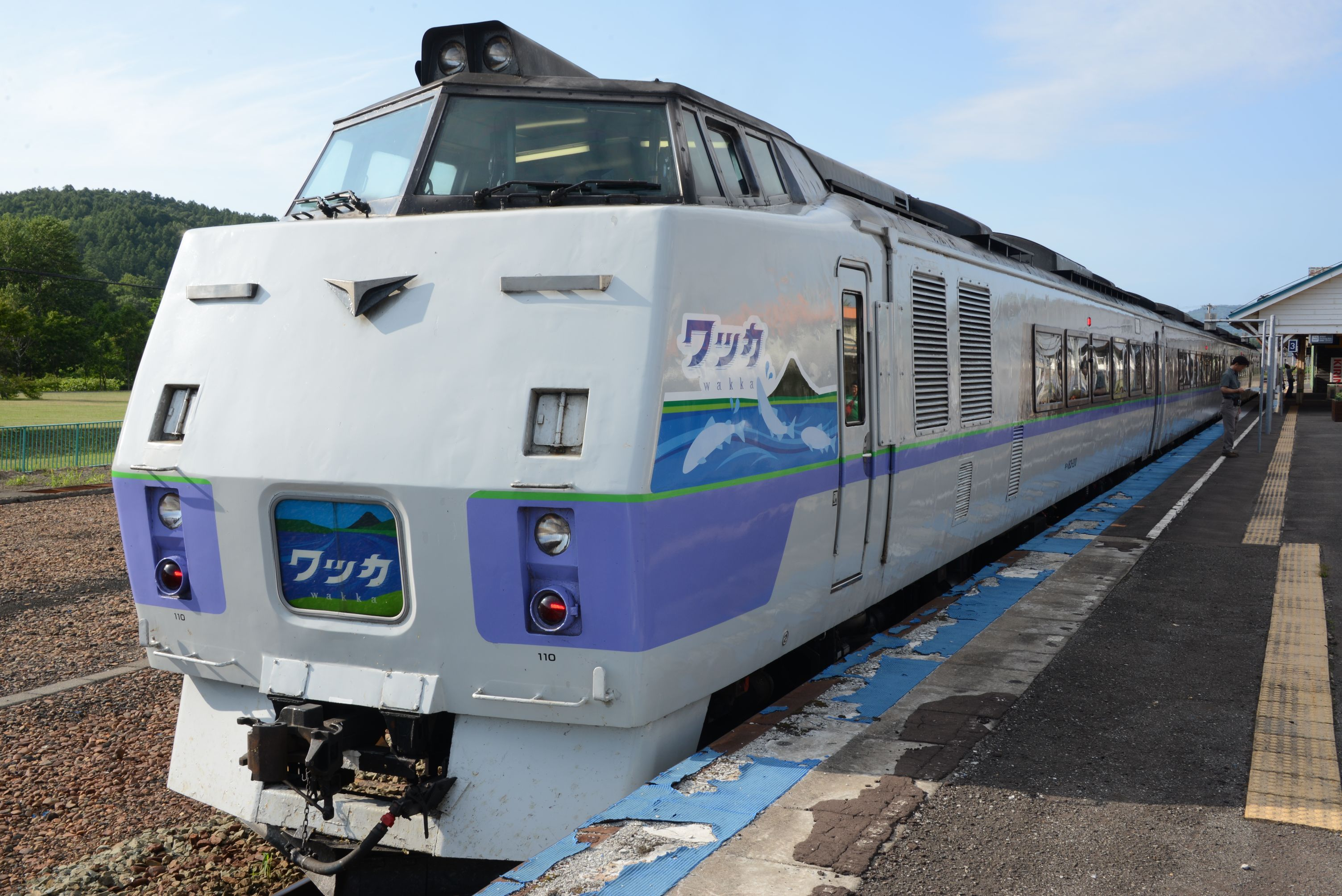
ワッカ（函館本線倶知安駅、2013年8月13日）

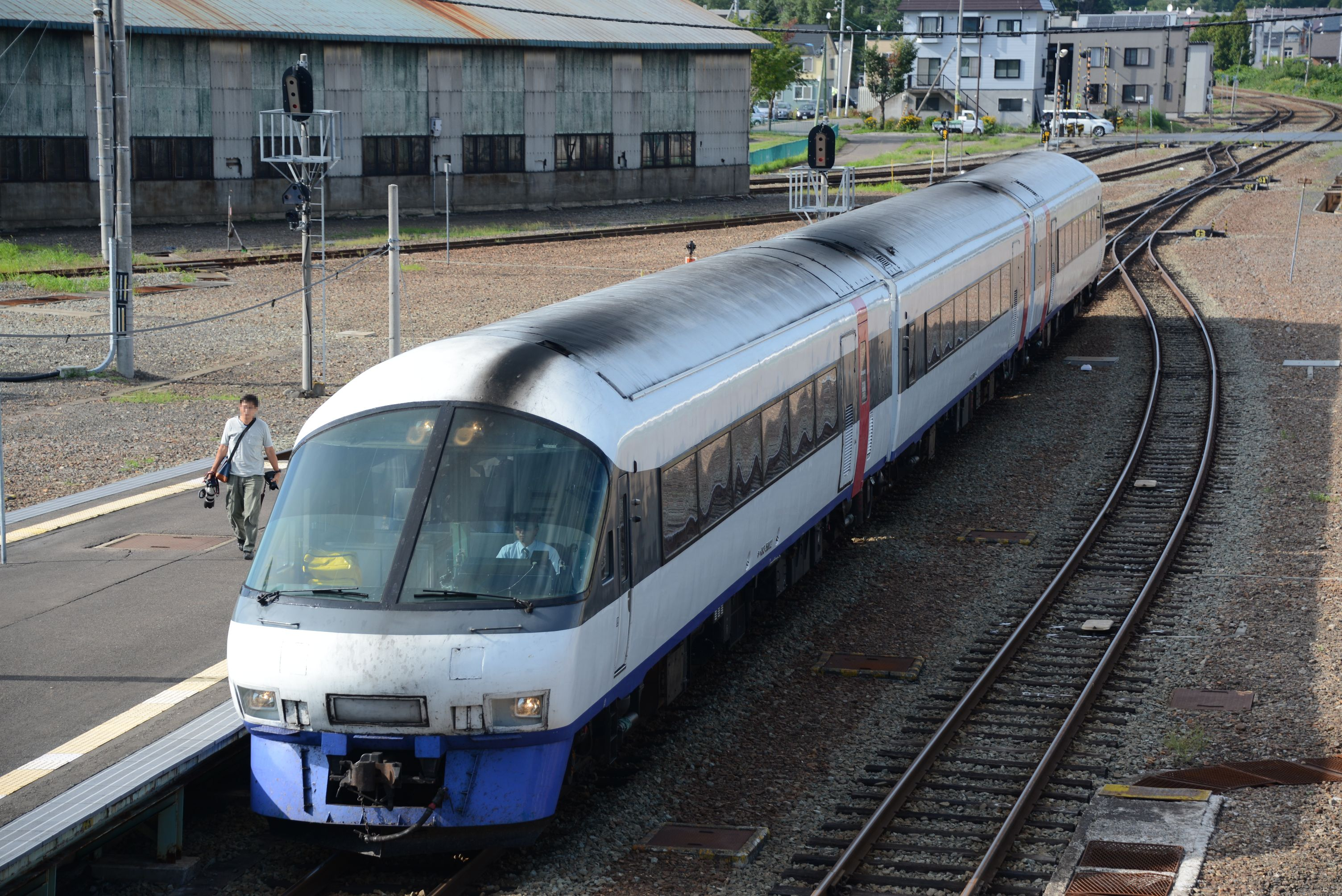
ヌプリ（函館本線倶知安駅、2013年8月13日）

それぞれ函館駅と札幌駅から、ニセコ方面に向けて運行されていた。2015年度末の北海道新幹線開業を見据えて、道南以北のエリアでも地域と一体となった魅力ある観光地づくりに取り組む一環として運行された。
「ヌプリ」と「ワッカ」はアイヌ語でそれぞれ「山」と「水」を意味する言葉であり、前者は羊蹄山と駒ヶ岳、後者は神仙沼や尻別川などに由来する。
2012年（平成24年）に函館駅 - 長万部駅 - ニセコ駅 - 小樽駅 - 札幌駅間を結ぶ特急「ヌプリ」として運転を開始し、同年8月6日 - 8月31日にかけて1日1往復が運転された。運行時刻は上りが札幌駅発8:04・函館駅着14:00、下りが函館駅発11:43・札幌駅着18:29であった。
2013年（平成25年）は「ヌプリ」の運行区間を函館駅 - 長万部駅 - ニセコ駅 - 小樽駅間に縮小し、長万部駅 - ニセコ駅 - 小樽駅 - 札幌駅間に特急「ワッカ」を新設。8月10日 - 8月25日にかけて、それぞれを1日1往復ずつ運行する。なお、停車駅は2012年度と同じである。また2013年7月6日に発生した「北斗」14号の車両火災の影響で減便した「北斗」をカバーするため、「ワッカ」に連絡する「ワッカ函館アクセスバス」を函館駅 - 長万部駅間で運行することとなった。
2014年（平成26年）は、運行区間を函館駅 - 長万部駅 - ニセコ駅 - 小樽駅 - 札幌駅間に拡大し、函館行きを「ヌプリ」、札幌行を「ワッカ」として運転。8月19日 - 31日の毎日と9月5日 - 15日の金 - 日曜・祝日に1日1本運行した。なお、停車駅については、前年度の停車駅に加えて、昆布駅・小樽築港駅が追加されている。
2015年（平成27年）は、2月5日 - 11日の毎日に運行されたほか、8月18日 - 31日の毎日で1日1往復運行された。前年と異なり、9月の土・日・祝日には「ヌプリ」「ワッカ」に代わって「ニセコ号」が運行される予定となり、運行区間は長万部駅 - ニセコ駅 - 小樽駅 - 札幌駅間。また、停車駅については、2015年2月運転分は蘭越駅が追加、2015年8月運転分は手稲駅が追加され、蘭越駅は通過となった。
車両は函館運輸所および苗穂運転所に所属するキハ183系気動車（JR北海道色）の4両編成（1号車 - 3号車が指定席、4号車が自由席）が使用されているが、2013年は「北斗」車両火災の影響で、「ヌプリ」の使用車両がキハ183系5000番台（ニセコエクスプレス車両）に変更となる。
- 停車駅「ヌプリ」「ワッカ」（2015年）
  - 函館駅 - 五稜郭駅 - 大沼公園駅 - 森駅 - 八雲駅 - 長万部駅 - 黒松内駅 - 昆布駅 - ニセコ駅 - 倶知安駅 - 余市駅 - 小樽駅 - 小樽築港駅 - 手稲駅 - 札幌駅
  - 運用時刻：札幌駅発7:57→函館駅着13:28、函館駅発14:17→札幌駅着19:29

### 特急「ニセコ」
2015年以降、基本的に夏〜秋にかけて臨時特急列車として、長万部駅 - 札幌駅間は倶知安駅（いわゆる『山線』）経由で運行する。停車駅によっては特産品の販売が行われることもあるなど、観光列車的な側面を持っている。
2015年（平成27年）、9月5日から11月3日にかけての土・日・祝日に、長万部駅 - 札幌駅間で初めて運行された。車両はキハ183系5000番台「ニセコエクスプレス」3両編成（1号車・2号車は指定席、3号車は自由席）を使用。
- 停車駅（2015年）
  - 長万部駅 - 黒松内駅 - 昆布駅 - ニセコ駅 - 倶知安駅 - 余市駅 - 小樽駅 - 小樽築港駅 - 手稲駅 - 札幌駅

2016年（平成28年）は、北海道新幹線開業記念として函館駅に初めて乗り入れ、8月29日から9月7日にかけて函館駅 - 札幌駅間で運行された。但し、8月31日から9月3日にかけては平成28年台風第10号の影響により全区間運休となり、9月4日から運転再開されるも最終日の7日まで「ニセコエクスプレス」車両の冷房機器の故障により、『オホーツク』で運用されていたキハ183系3両編成が代走した。
- 停車駅（2016年）
  - 函館駅 - 新函館北斗駅 - 鹿部駅（上りのみ） - 森駅 - 長万部駅 - 黒松内駅 - 昆布駅 - ニセコ駅 - 倶知安駅 - 余市駅 - 小樽駅 - 小樽築港駅 - 手稲駅 - 札幌駅
- 運用時刻
  - 下り：函館駅13:56発 → 札幌駅19:27着
  - 上り：札幌駅7:57発 → 函館駅13:15着

2017年（平成29年）は、冬季である1月18日から1月31日の期間でも運行。停車駅と運用時刻は2016年と同一。車両は「ニセコエクスプレス」車両であるキハ183系5000番台で運転。
2018年（平成30年）は、9月1日 - 4日、6日、7日、9日 - 11日にかけて運行。なお、2017年9月に「ニセコエクスプレス」車両が廃車されたため、車両はキハ183系3両編成に変更された。停車駅と運用時刻は変わらず。
2019年（令和元年）は、前年と同じくキハ183系3両編成での運行であったが、停車駅と運用時刻は変更され、札幌発の函館駅到着時刻が25分遅くなった。
- 停車駅
  - 函館駅 - 五稜郭駅 - 新函館北斗駅 - 森駅 - 長万部駅 - 黒松内駅 - 昆布駅 - ニセコ駅 - 倶知安駅 - 余市駅 - 小樽駅 - 手稲駅 - 札幌駅
- 運用時刻
  - 下り：函館駅13:58発 → 札幌駅19:27着
  - 上り：札幌駅7:57発 → 函館駅13:40着

2020年（令和2年）は9月5日 - 7日、10日 - 14日の計8日間で運行。2019年と同様のダイヤ・停車駅で、キハ183系3両編成で運行された。
2021年（令和3年）は、新たに「ノースレインボーエクスプレス」車両（指定席3両、自由席2両の5両編成）を使用して9月4日から23日（途中運休日あり）まで、2019年とほぼ同一ダイヤにて運行された。
- 停車駅
  - 函館駅 - 五稜郭駅 - 新函館北斗駅 - 森駅 - 長万部駅 - 黒松内駅 - 昆布駅 - ニセコ駅 - 倶知安駅 - 余市駅 - 小樽駅 - 手稲駅 - 札幌駅
- 運用時刻
  - 下り：函館駅13:58発 → 札幌駅19:29着（上記のほか七飯駅、赤井川駅、小沢駅で運転停車）
  - 上り：札幌駅7:57発 → 函館駅13:40着（上記のほか小沢駅、赤井川駅、大沼駅、仁山駅で運転停車）

2022年（令和4年）は、前年と同じく「ノースレインボーエクスプレス」車両（指定席3両、自由席2両の5両編成）を使用して9月3日から25日の16日間で運行された。停車駅は2021年と同一だが、時刻は札幌発の函館駅到着時刻が大きく繰り上がった。
- 運用時刻
  - 下り：函館駅13:52発 → 札幌駅19:26着
  - 上り：札幌駅7:56発 → 函館駅13:24着

2023年（令和5年）は、運用終了した「ノースレインボーエクスプレス」車両に代わり、キハ261系5000番台「はまなす」編成（フリースペース1両、指定席4両の5両編成）を使用し、9月2 - 4日、7 - 11日、14 - 18日、22 - 24日の計16日間運行。停車駅・運用時刻は2022年とほぼ同一だが、自由席がなくなり全車指定席となっている。
- 運用時刻
  - 下り：函館駅13:55発 → 札幌駅19:28着
  - 上り：札幌駅7:56発 → 函館駅13:23着（9月11日のみ小沢駅にも停車[報道 9]）

また、運用終了したキハ183系のさよなら運転を同年3月26日に実施、函館駅 - 札幌駅間（藤城支線・小樽経由）をキハ183系5両編成を使用して臨時列車「キハ183系ニセコ号」として1本運行された。途中停車駅はニセコ駅、小樽駅で、ヘッドマークは「ニセコ」のデザインのものが使用された。なお、前日は函館駅 - 札幌駅間を臨時列車「キハ183系北斗号」が千歳線、室蘭本線経由で上り1本運行された。
- 運用時刻
  - 函館駅9:47発 → 札幌駅15:12着

2024年は前年と同じくキハ261系5000番台「はまなす」編成（フリースペース1両、指定席4両の5両編成）を使用して運行。停車駅は上りは八雲駅が、下りは大沼公園駅が加わった
。
2025年は前年とおおむね同じ内容（時刻変更はある）で運行。

## 「ニセコライナー」およびその前身となる快速列車の沿革
1970年代には札幌駅 - 旭川駅間の急行「かむい」の大半とノンストップ急行「さちかぜ」、札幌駅 - 名寄駅間の急行「なよろ」の一部、札幌駅 - 稚内駅（天北線経由）の急行「天北」は、小樽駅 - 札幌駅間を普通あるいは快速列車として乗り入れ運転されていた。快速の停車駅は、南小樽駅、銭函駅、手稲駅、琴似駅である。また、特別快速も設定されており、南小樽駅、手稲駅、琴似駅のみに停車した。なお、それらの快速列車・特別快速列車は1978年10月2日のダイヤ改正で全て各駅停車に変更された。
- 1984年（昭和59年）2月1日：急行「らいでん」廃止の代替として、小樽駅 - 札幌駅間に快速列車（当時は列車名なし）が運転開始[7]。倶知安方面へ直通する列車を中心に設定され、小樽駅以西は各駅停車で運転されていた。停車駅は、「らいでん」を踏襲して南小樽駅のみであった。
- 1986年（昭和61年）11月1日：特急「北海」・急行「ニセコ」廃止の代替として、札幌駅 - 長万部駅間で快速列車が運転開始。
- 1988年（昭和63年）3月13日：快速「マリンライナー」が運転開始[注釈 2]。
  - 函館本線で札幌駅より先、江別・岩見沢方面および千歳線に直通する列車も多く設定されていた。なお、これらの区間では各駅停車。ただし、当時の千歳空港駅発着列車の一部は、快速「空港ライナー」の補完として全区間快速運転していた。
  - 快速区間は小樽駅 - 札幌駅で、停車駅は南小樽駅・小樽築港駅、南小樽駅・小樽築港駅・手稲駅、南小樽駅・小樽築港駅・琴似駅・桑園駅などのパターンがあったが、のちに「南小樽駅・小樽築港駅・手稲駅」のパターンのみとなる（夏季に小樽駅発のみ銭函駅に臨時停車）。
    - ただし、1997年3月以前（キハ201系導入前）では、朝の通勤時間の1本については南小樽駅、小樽築港駅、銭函駅、手稲駅、琴似駅、桑園駅に停車していた。

  - また、長万部駅の始発列車の1本は、札幌駅まで全区間で快速運転されていた。この列車に関してはかつて、青函連絡船夜行便を受けて早朝4時台に函館駅を発車する「北斗」（津軽海峡線開業後は「北斗星1号（当時）」[注釈 3]）と長万部駅で接続しており、長万部駅 - 小樽駅 - 札幌駅間の速達列車維持を考慮したダイヤとなっていた。
    - 小樽駅以西の停車駅は黒松内駅、蘭越駅、ニセコ駅、倶知安駅、小沢駅、余市駅、塩谷駅（1996年12月時点）。
    - この列車はキハ201系導入に伴う1997年3月のダイヤ改正で運転区間が長万部駅発小樽駅行きに縮小され、列車名のない快速列車となった（同時に然別駅 - 小樽駅間は各駅停車となる）。そして1998年12月7日のダイヤ改正にて、長万部駅を30分後に発車する普通列車と統合される形で各駅停車になり、長万部 - 小樽駅間を快速運転する列車は消滅した。
- 2000年（平成12年）3月11日：「マリンライナー」が廃止。これに伴う札幌駅 - 小樽駅間の快速列車の再編が行われ、快速「エアポート」の小樽駅乗り入れが1時間あたり1本から2本へ増発、快速（当時）「いしかりライナー」の快速区間が札幌駅 - 江別駅間から手稲駅 - 札幌駅 - 江別駅間に拡大した。倶知安方面へ直通する列車は「ニセコライナー」と改称し、停車駅に琴似駅が追加される。
- 2006年（平成18年）3月18日：キハ201系によって運行される3925Dと3952Dを除く、2往復の札幌駅乗り入れが廃止され、1往復になる。それと同時にキハ150形が「ニセコライナー」の運用から離脱（2016年3月26日現在、キハ150形の札幌駅発着運用は普通列車として上り1便のみ存続）。
- 2024年（令和6年）3月16日：同日のダイヤ改正で日中の小樽駅 - 札幌駅間の快速列車停車駅が変更されたため、当列車も停車駅に桑園駅・稲穂駅・星置駅・ほしみ駅・銭函駅・朝里駅が追加され、各駅停車区間が手稲駅以西に拡大される[2][3]。

## 函館本線小樽駅経由優等列車の沿革
函館本線は本線という格付けを有し、青函連絡船を介して本州との玄関口であった函館市から、北海道開発の歴史の中で歴史が古く日本銀行の支店や小樽商科大学が置かれた小樽市、北海道庁所在地である札幌市とを直接結び、さらに北海道各地へ直通する運行体系が取られていた。そのため、本節では主に函館本線の長万部駅 - 小樽駅間（通称「山線」）を経由・発着あるいは函館本線内で完結する列車についての沿革について記述する。

### 戦前の展開
- 1906年（明治39年）
  - 9月8日：当時は北海道炭礦鉄道と北海道鉄道の2社に分かれていた函館駅 - 札幌駅間で初の直通旅客列車が運転される[8][9]。
  - 10月1日：北海道炭礦鉄道の小樽駅（初代、現在の南小樽駅） - 空知太駅間が国有化される[9][10][11][12]。
- 1907年（明治40年）7月1日：北海道鉄道（初代）の函館駅 - 小樽駅（初代）間が国有化され[8][12]、函館本線の函館駅 - 旭川駅間が官設線になる。
- 1910年（明治43年）5月1日：函館駅 - 札幌駅 - 旭川駅 - 釧路駅間で初の直通旅客列車が運転される[8]。
- 1911年（明治44年）7月1日：函館駅 - 旭川駅間に急行列車1・2列車を設定。同時に函館駅 - 釧路駅間の直通列車も急行3・4列車（旭川駅 - 釧路駅間は普通列車）と設定される[13]。なお、3・4列車には一等寝台車が連結された[8]。
- 1916年（大正5年）4月10日：函館駅 - 釧路駅間の直通急行3・4列車に食堂車の連結を開始[8]。
- 1921年（大正10年）8月5日：根室本線の延伸に伴い、急行3・4列車の運転区間は函館駅 - 根室駅間（滝川駅 - 根室駅間は普通列車）となる。
- 1922年（大正11年）11月1日：宗谷本線の延伸に伴い、急行1・2列車の運転区間が函館駅 - 稚内駅（初代、現在の南稚内駅）間（名寄駅 - 稚内駅間は普通列車）の運転となる。
- 1926年（大正15年）8月15日：急行3・4列車の運転区間が函館駅 - 釧路駅間（滝川駅 - 釧路駅間は普通列車）に短縮し、列車番号が401・402列車に変更。
- 1928年（昭和3年）9月10日：函館駅 - 稚内駅間の急行1・2列車は室蘭本線（長輪線）経由の急行203・204列車に変更され、小樽駅・札幌駅を経由しなくなる[14]。
- 1930年（昭和5年）7月1日：小樽駅 - 旭川駅間に準急列車として1・2列車を設定[15][9]。
- 1934年（昭和9年）12月1日：全国規模で行われた大規模なダイヤ改正に伴い、北海道内の急行列車を以下の通り再編。
  - 函館駅 - 旭川駅間の急行1・2列車と函館駅 - 札幌駅間の急行3・4列車を設定。このうち、1・2列車は函館駅 - 稚内港駅（現在の稚内駅）間（室蘭本線経由）の急行201・202列車と函館駅 - 長万部駅間で併結運転を実施する。
  - 改正前の函館駅 - 釧路駅間の急行401・402列車は405・406列車に変更のうえ、全区間普通列車に格下げとなる[16]。
  - 一部の急行列車で実施されていた一等寝台車の連結を終了。
- 1936年（昭和11年）6月1日：稚泊連絡船の運航形態が季節で異なることから、函館駅 - 稚内港駅間の急行列車のダイヤが一部変更され、函館駅 - 長万部駅間で併結運転を行う函館本線経由急行列車との組み合わせが夏季（6月 - 11月上旬）は急行1・2列車と急行201・202列車、冬季（11月下旬 - 4月）は急行3・4列車と急行203・204列車に変更された[17]。
- 1939年（昭和14年）
  - 4月1日：1936年から行われてきた函館本線・室蘭本線・宗谷本線急行列車の変則ダイヤを廃止、改正前の急行1・2列車を延長する形で函館駅 - 稚内桟橋駅（1938年完成）間には函館本線・宗谷本線経由の急行1・2列車を設定。
  - 11月15日：函館駅 - 札幌駅間の急行3・4列車の運転区間を石北本線経由で網走駅まで延長（旭川駅以東は普通列車）。同時に函館駅 - 札幌駅間で季節運転の急行1001・1002列車を設定[18]。
- 1940年（昭和15年）10月10日：函館駅 - 根室駅間（小樽駅・札幌駅経由、釧路駅 - 根室駅間は普通列車）の急行7・8列車を設定[18]。
- 1942年（昭和17年）11月15日：ダイヤ改正が行われたが、前年末の太平洋戦争勃発に伴い軍需輸送が増大した影響もあり、北海道内では旅客列車が削減された。急行列車は函館駅 - 稚内桟橋駅間1・2列車と函館駅 - 根室駅間7・8列車を残して普通列車に格下げ、もしくは廃止された[18]。
- 1943年（昭和18年）10月1日：函館駅 - 根室駅間7・8列車を廃止。残る急行列車は函館駅 - 稚内桟橋駅間3・4列車（以前の1・2列車）と新設された函館駅 - 網走駅間の急行1・2列車（旭川駅以東は普通列車）となる。
- 1944年（昭和19年）4月1日：太平洋戦争の戦局悪化を反映した決戦非常措置要綱を基にさらに旅客列車が削減され、函館駅 - 網走駅間の急行1・2列車は廃止、函館駅 - 稚内桟橋駅間急行3・4列車からは二等寝台車と食堂車が外される。
- 1945年（昭和20年）3月20日：急行列車として運転されていた函館駅 - 稚内桟橋駅間3・4列車が廃止される[19]。

### 戦後、小樽駅経由の特急の運転開始まで
- 1946年（昭和21年）
  - 2月11日：連合軍専用列車8003・8004列車[注釈 4]が小樽駅経由で運行される[20][21][22]。
  - 4月22日：連合軍専用列車「Yankee Limited」（北部特急）が小樽駅経由で運行開始され[注釈 5][20]、連合軍専用客車の本州連絡の2本体制が確立した[20]。
    - これに伴ない、8003・8004列車は編成中の連合軍専用客車の二等車2両を除き一般列車化[20]。

  - 7月中頃：「Yankee Limited」が東京駅発着に延長される。
  - 11月5日：「Yankee Limited」が千歳駅経由に変更される[21]。
- 1947年（昭和22年）
  - 6月29日：函館駅 - 旭川駅間に夜行急行列車7・8列車が設定される[20]。
  - 11月1日：7・8列車に二等車を連結開始。
- 1948年（昭和23年）7月1日：7・8列車の列車番号が1・2列車に変更される。
- 1949年（昭和24年）9月15日：急行1・2列車の運行区間を函館駅 - 網走駅間（石北本線経由、旭川駅 - 網走駅間は普通列車[20]）に延長。函館駅 - 釧路駅間（函館本線・根室本線経由、札幌駅 - 釧路駅間は準急列車）の急行3・4列車が運転開始[報道 13]。また、函館駅 - 網走駅・稚内駅間に夜行準急503・504列車が運行開始[23][報道 13]。この503・504列車は当初夜行区間となる札幌駅 - 北見駅間のみが準急列車として運行された。
- 1950年（昭和25年）10月1日：急行3・4列車の運行区間が函館駅 - 根室駅間（函館本線・根室本線経由、釧路駅 - 根室駅間は普通列車）に延長される。また、函館駅 - 釧路駅間（函館本線・根室本線経由、小樽駅 - 釧路駅間は普通列車）の準急405・406列車が設定される。函館駅 - 網走駅・稚内駅間の準急列車の準急区間を札幌駅 - 北見駅間へ変更。
- 1951年（昭和26年）4月1日：急行1・2列車に「大雪」（たいせつ）[23]、急行3・4列車に「まりも」の列車愛称が与えられる[24][報道 13]。
- 1952年（昭和27年）
  - 4月16日：急行「まりも」が根室駅まで延長（釧路駅 - 根室駅間は普通列車）。
- 1953年（昭和28年）4月5日：函館駅 - 札幌駅間で「あかしや」が運転開始[25]。なお、この列車は臨時列車の扱いであるが毎日運転された。
- 1954年（昭和29年）
  - 5月1日：「あかしや」の運行区間が函館駅 - 札幌駅 - 旭川駅間に延長される。
    - 1951年（昭和26年）4月1日に定期列車化された小樽駅 - 名寄駅間運行（旭川駅 - 名寄駅間は普通列車）の準急「石狩」と小樽駅 - 札幌駅間で重複することから、「石狩」の札幌駅以東を「あかしや」に併合し、「あかしや」の運行区間を函館駅 - 小樽駅 - 旭川駅間とした。小樽駅 - 旭川駅間は「石狩」のダイヤを踏襲して準急列車としたため、函館駅 - 旭川駅間など、小樽駅をまたいで乗車する際には「急行・準急券」が発行された。また、毎日運転でも小樽駅以東の臨時列車扱いに変更はなかった。

  - 10月1日：準急405・406列車の列車番号を407・408列車に変更し、全区間を準急列車に格上げ。急行「大雪」の運行区間が函館 - 網走駅間（旭川駅 - 網走駅間は普通列車）に延長される。
- 1955年（昭和30年）6月1日：函館駅 - 網走駅間（函館本線・石北本線経由）の準急「はまなす」が運行開始[23]。これに伴い、「大雪」の旭川駅 - 網走駅間が分離され、運転区間が函館駅 - 旭川駅間に変更される。
- 1956年（昭和31年）

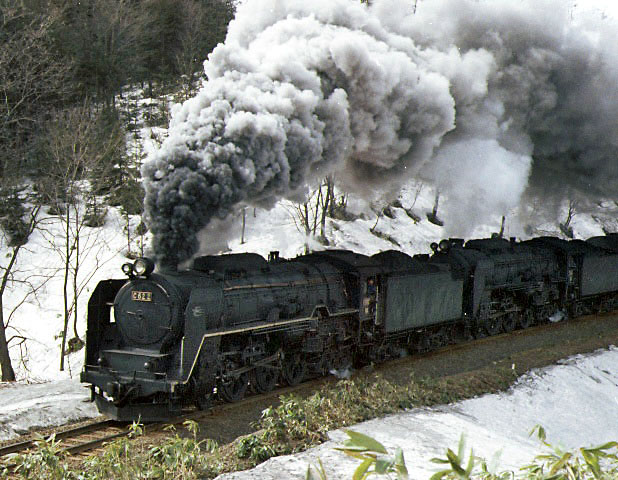
C62牽引の急行。写真は「ニセコ1号」

  - C62牽引の急行。写真は「ニセコ1号」11月19日：「大雪」「まりも」の牽引機をC62に変更。「あかしや」の表記をカタカナの「アカシヤ」に変更し、食堂車を連結開始。また、「大雪」の運行区間を再び函館駅 - 網走駅間（旭川駅 - 網走駅間は普通列車）に変更。
  - 12月1日：「アカシヤ」の運行区間を再び函館駅 - 札幌駅間に短縮。
- 1958年（昭和33年）10月1日：準急407・408列車に「狩勝」[24]、準急503・504列車に「石北」（せきほく）の列車愛称が与えられる[報道 13]。
- 1959年（昭和34年）9月22日：準急「アカシヤ」を急行列車へ変更。旭川駅 - 網走駅間で準急「オホーツク」が運行開始[26]。急行「大雪」の旭川駅以東への乗り入れが廃止[23]。
- 1961年（昭和36年）
  - 4月15日：準急「狩勝」が急行列車に格上げ。これに伴い、運行区間を札幌駅 - 釧路駅間（函館本線・根室本線経由）に短縮[24]。
  - 10月1日：急行「アカシヤ」が廃止され[25]、気動車による多層建て列車化、室蘭・千歳線経由の稚内駅発着急行「宗谷」（そうや）[27]、網走駅発着急行「オホーツク」[26]、釧路駅発着急行「摩周」（ましゅう）[24]に再編[28]。急行「まりも」の運行区間を函館駅 - 釧路駅間に短縮[24]。急行「大雪」の運行区間を函館駅 - 札幌駅間に[23]、準急「石北」の運転区間を札幌駅 - 網走駅間に変更[23]。「はまなす」が札幌駅・旭川駅 - 網走駅間の急行列車に変更[23]。
  - 12月23日：倶知安駅 - 札幌駅間の準急「ニセコ」が運転開始[25]。
- 1962年（昭和37年）
  - 2月1日：準急「ニセコ」の運転区間を蘭越駅・岩内駅 - 札幌駅間（下りは蘭越発札幌行き、上りは岩内線経由の札幌発岩内行き）に変更[25]。蘭越駅・目名駅 - 札幌駅間（下りは蘭越発札幌行き、上りは札幌発目名行き）の準急「らいでん」が運転開始[25][29]。なお、両列車とも倶知安駅 - 札幌駅間が準急列車で、共にキハ22形気動車で運転された。
  - 10月6日：胆振線経由で札幌駅→倶知安駅→伊達紋別駅→札幌駅間を運行（左回りの循環運転）する臨時準急列車「いぶり」が運転開始[25][29]。土曜・日曜のみ運転され、単独で運転された。
- 1963年（昭和38年）
  - 6月1日：「大雪」の名称を石北本線急行列車に譲り[23]、従来の「大雪」の名称が「ライラック」[30]に変更される。
    - なお、「ライラック」にはこの運行区間初となるキハ56系気動車が用いられた。

  - 10月1日：「いぶり」が定期列車化され、札幌駅→伊達紋別駅→倶知安駅→札幌駅間（右回り）の臨時列車[注釈 6]を増発[29]。同年12月から倶知安駅 - 札幌駅間が「ニセコ」と併結運転となる。
- 1964年（昭和39年）10月1日：先述の多層建て列車を再編、「オホーツク」と「摩周」が特急化され、その残りの函館駅 - 稚内駅間の急行「宗谷」が独立し、その運転経路を室蘭本線・千歳線経由から函館本線（小樽駅）経由に変更[27][28]。4両編成から8両編成に増強され、一等車の連結を開始[28]。
- 1965年（昭和40年）10月1日：函館駅 - 釧路駅間の急行「まりも」を札幌駅で系統分割。「まりも」は札幌駅 - 釧路駅間の夜行急行列車となり[報道 13]、昼行の函館駅 - 札幌駅間は急行「ていね」として引き続きC62牽引で運転を開始[25]。
- 1966年（昭和41年）
  - 3月25日：準急制度の変更に伴い、「いぶり」と併結していた「ニセコ」を急行列車へ変更。また、準急「石北」も急行列車に昇格し、函館駅 - 網走駅間の夜行列車に変更[23][報道 13]。
    - 運転距離が100 km を超え、「いぶり」を併結していた「ニセコ」は急行列車に変更されたが、併結しない「らいでん」は準急列車のまま残された[29]。

  - 10月1日：ダイヤ改正に伴い、以下のように変更。
    1. 七飯駅 - 大沼駅間の別線（藤城支線）が前日開業[31]、これに伴ない「ていね」他下りの優等列車の運転経路が、原則として本線経由から藤城支線経由に変更される。
    2. 「いぶり」の併結相手を「ニセコ」から「らいでん」へ変更。このため「らいでん」は急行列車に変更。
    3. 「ニセコ」を準急列車に変更、1往復増発されて2往復となる。

### 小樽駅経由の特急の運転開始

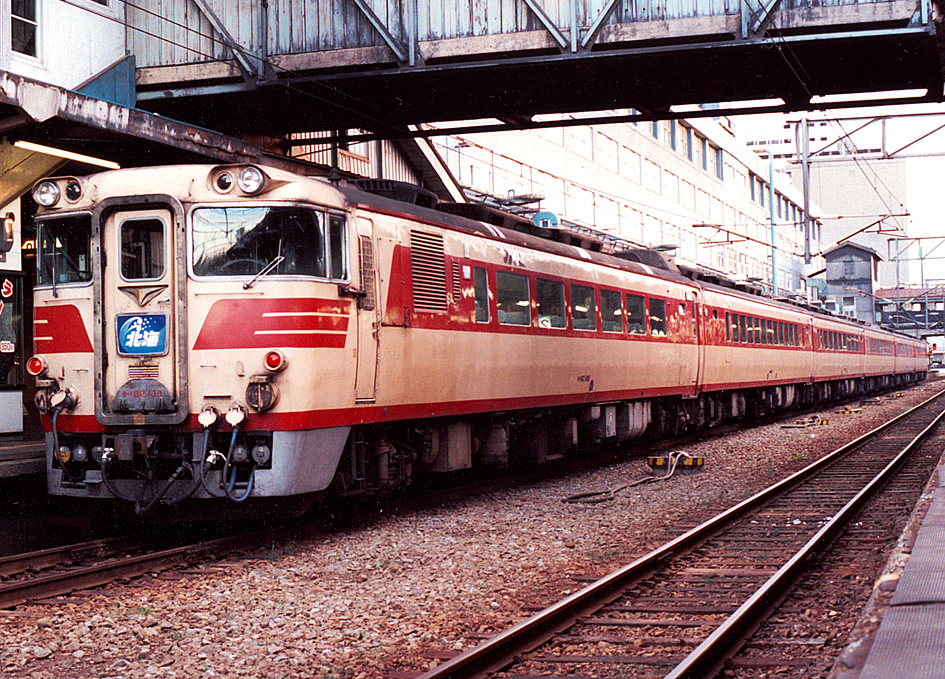
キハ82系特急「北海」
（1986年）

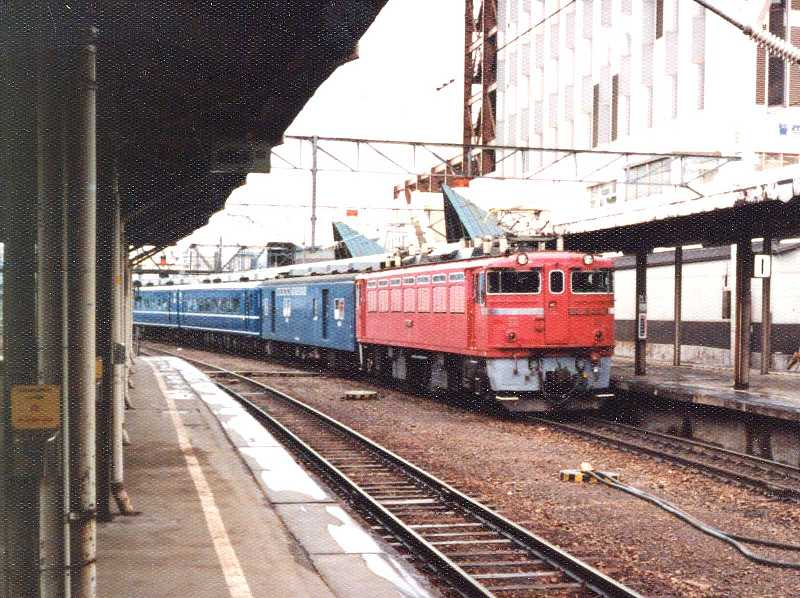
ED76 500番台けん引
14系急行「ニセコ」
（1983年）

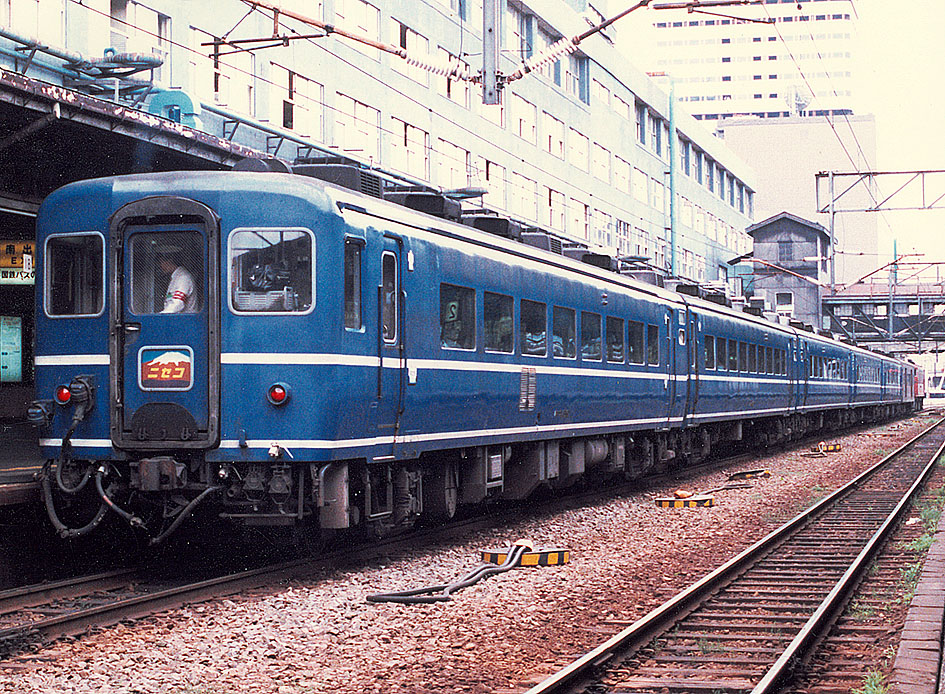
14系急行「ニセコ」
（1986年）

- 1967年（昭和42年）3月1日：混雑する「おおぞら」を補完する列車として函館駅 - 旭川駅間（小樽駅経由）[注釈 7]で初めて特急「北海」（ほっかい）がキハ82系（キハ80系）気動車7両編成（全車指定席、食堂車および一等車連結）で1往復（1001D/1002D）運転開始[25][32][33]。通称「山線」沿線から特急誘致の要望を受けて新設された[34]。「おおぞら」の5分後を行く続行ダイヤ（上りでは先行）が設定され、最高速度100 km/hで函館駅 - 札幌駅間286.3 kmを4時間46分（上り）、函館駅 - 旭川駅間を6時間46分（上り、途中札幌駅で5分停車）で結んでいた。「北海」はその後、1972年（昭和47年）秋より年末年始や夏季には網走駅まで延長運転されることもあった[32]。
  - 「北海」登場時の停車駅
    - 函館駅 - 長万部駅 - 倶知安駅 - 小樽駅 - 札幌駅 - 岩見沢駅 - 滝川駅 - 旭川駅
- 1968年（昭和43年）10月1日：ヨンサントオのダイヤ改正により、以下のように変更。
  1. 従来、「ライラック」[30]・「ていね」[25]として運行されていた函館駅 - 札幌駅間直通急行列車の列車名が「ニセコ」に統一[25][35]。
    - なお、このうち上り「ニセコ3号」は根室本線根室駅→函館駅間の運行であった。これは今日に至るまで、定期気動車急行の運行距離としては最長記録となっている[36][注釈 8]。また、臨時列車として夜行列車1往復を含め4往復が設定されたが、旧「ていね」に相当する「ニセコ（下り）3号・（上り）1号」は客車での運行となった。旧「ていね」には食堂車が連結されていたが、この改正に際して中止となっている。

  2. 従来、倶知安駅 - 札幌駅間を運行する準急列車であった「ニセコ」を急行列車に昇格し、「らいでん」に愛称を統合する。
  3. 夜行急行「石北」の運転区間が札幌駅 - 網走駅間に短縮され[23]、昼行の急行「大雪」に改称[23][報道 13]。
- 1971年（昭和46年）
  - 7月：臨時夜行列車であった「ニセコ（上り・下り）4号」運行廃止。
  - 9月15日：「ニセコ（下り）3号・（上り）1号」のC62形牽引が終了。同列車が“（定期列車として）国鉄最後のSL牽引急行列車”となる[35]。後継はDD51形[35]。
- 1972年（昭和47年）
  - 3月15日：下り「ニセコ3号」の運行区間を釧路駅まで延長する。
  - 7月：臨時夜行列車「北海51号」（8027D/8028D）を運転する[32]。
- 1973年（昭和48年）10月1日：臨時列車である「ニセコ（上り・下り）2号」を廃止。定期列車2往復のみとなる。また、下りの釧路駅乗り入れを終了する。
- 1978年（昭和53年）10月2日：「ニセコ」全列車函館駅 - 札幌駅間の運行となる。
- 1980年（昭和55年）10月1日：ダイヤ改正により、次のように変更（1980年10月1日国鉄ダイヤ改正）。
  1. 「ニセコ」の気動車列車が廃止（臨時に格下げ）され、客車列車のみ存続になる[37][38]。
  2. 「らいでん」の岩内線岩内駅乗り入れ廃止[29]。
  3. 「いぶり」が廃止[25][29]。
- 1981年（昭和56年）
  - 2月7日：「ニセコ」に使用する客車が在来型車両から14系客車に変更[39][40]。「ニセコ」には本州直通の郵便車・荷物車が連結されていた。
  - 10月1日：「北海」の運転区間が函館駅 - 札幌駅間に短縮されるが[25]、従来函館駅 - 稚内駅間の急行「宗谷」の札幌駅で系統分割[27][28]により1往復増発（3・2号）され、「北海」は2往復体制となる[41][38]。同時に増発列車の1往復（3・4号）がキハ183系気動車（基本番台車）10両編成（または9両編成）に変更[42][注釈 9]。残る1往復（1・2号）は食堂車を連結したキハ82系で運転[41]。
- 1984年（昭和59年）2月1日：急行「らいでん」が廃止[25][29]。廃止時は3往復体制であった。代替として小樽駅 - 札幌駅間に快速列車（当時は列車名なし）が設定される[7]（快速列車の歴史を参照）。キハ183系で1往復運転される「北海」はキハ82系に変更され[注釈 10]、2往復とも食堂車を連結したキハ82系で運転するようになる[42][注釈 11]。
  - 「らいでん」廃止時の停車駅（昭和40年代は蘭島駅にも停車）
    - 札幌駅 - 南小樽駅 - 小樽駅 - 余市駅 - 小沢駅 - 倶知安駅（倶知安駅以南は普通列車）
- 1985年（昭和60年）
  - 3月14日：1往復が再びキハ183系に変更される。また、キハ82系で運転される「北海」の食堂車の連結を取りやめる[42]。
  - 4月1日：「北海」の普通車に禁煙車を設定する[42]。
- 1986年（昭和61年）11月1日：特急「北海」が「北斗」に編入され廃止[25][44]。急行「ニセコ」[25]は夏季のみ運転の臨時列車に変更され、小樽駅を経由する定期の優等列車が消滅[37]。なお、臨時「ニセコ」はキハ56系気動車で1993年夏まで運転。特急「北海」の廃止時の所要時間は4時間29分（1号）であった。
  - 「北海」「ニセコ」廃止時の停車駅（〔 〕は「ニセコ」停車駅）
    - 函館駅 - 〔大沼駅（上りのみ）〕 - 〔大沼公園駅（下りのみ）〕 - 森駅 - 八雲駅 - 〔国縫駅（下りのみ）〕 - 長万部駅 - 黒松内駅 - 〔蘭越駅〕 - ニセコ駅 - 倶知安駅 - 〔小沢駅〕- 余市駅 - 小樽駅 - 札幌駅

#### リバイバルトレイン「北海」
- 1992年（平成4年）9月25日：札幌駅 - 函館駅間で団体専用列車「北海」（キハ82系4両）が「北海」のヘッドマークを揚げてリバイバル運転[41]。倶知安駅・砂原線経由で片道（上り）のみの運転[45][注釈 12]。
- 2001年（平成13年）9月2日：函館駅 - 札幌駅間で特急「北海」（キハ183系JR北海道色）がリバイバル運転。
- 2006年（平成18年）12月3日：函館駅 - 旭川駅間で特急「北海」（キハ183系国鉄色4両）がリバイバル運転。

#### 北海道一周「ニセコ号」
- 2012年（平成24年）7月1日：北海道デスティネーションキャンペーン（心にくるたび。キュンと北海道）の一環として函館駅 - 長万部駅 - ニセコ駅 - 小樽駅 - 札幌駅の区間で運行された。牽引は北斗星色のDD51形ディーゼル機関車が担当した。客車は5両編成で、機関車側2両が24系の寝台車、後部3両が14系座席車であった。